# سيباستيان شو (ممثل)
سيباستيان شو (بالإنجليزية: Sebastian Shaw)‏ مواليد 29 مايو 1905 في نورفك، إنجلترا - الوفاة 23 ديسمبر 1994 في برايتون، ساسكس، إنجلترا، كان ممثل ومخرج وكاتب مسرحي إنجليزي بدأ مسيرته الفنية عام 1914. درس في الأكاديمية الملكية للفنون المسرحية. أدى دور شخصية «أنكين سكاي ووكر» (دارث فيدر) في فيلم حرب النجوم الجزء السادس: عودة الجيداي.

## وصلات خارجية
- سيباستيان شو على موقع IMDb (الإنجليزية)
- سيباستيان شو على موقع ألو سيني (الفرنسية)
- سيباستيان شو على موقع أول موفي (الإنجليزية)
- سيباستيان شو على موقع قاعدة بيانات برودواي على الإنترنت (الإنجليزية)
- سيباستيان شو على موقع قاعدة بيانات الأفلام السويدية (السويدية)
- سيباستيان شو على موقع قاعدة بيانات الفيلم (الإنجليزية)
- سيباستيان شو على موقع كينوبويسك (الروسية)